# Ilaria Salvatori
Ilaria Salvatori (Frascati, 5 febbraio 1979) è un'ex schermitrice italiana, specializzata nel fioretto.

## Carriera
Appartenente al gruppo sportivo dell'Aeronautica, si allenava presso la società Frascati Scherma, inizialmente con il maestro Salvatore Di Naro e qualche anno dopo con il maestro Fabio Galli.
Ha conquistato il bronzo olimpico a squadre a Pechino 2008, salendo in pedana nella finale per il terzo posto in sostituzione di Giovanna Trillini. L'anno dopo ha migliorato il risultato, vincendo l'oro mondiale con la stessa squadra (con Arianna Errigo al posto di Giovanna Trillini, non più in attività). Selezionata nella squadra olimpica di fioretto ai Giochi della XXX Olimpiade (Londra 2012), conquista l'oro battendo, insieme alle compagne di squadra, la compagine russa.
Oltre ai titoli internazionali riportati nella scheda, vanta anche la vittoria ai campionati italiani assoluti del 2007.

## Palmarès

### Risultati élite
In carriera ha ottenuto i seguenti risultati:
Giochi olimpici
Individuale
A squadre
- Oro nel fioretto a Londra 2012
- Bronzo nel fioretto a Pechino 2008

Mondiali
Individuale
A squadre
- Oro nel fioretto a Parigi 2010
- Argento nel fioretto a Catania 2011

Mondiali militari
Individuale
A squadre
- Oro nel fioretto a Grosseto 2005

Europei
Individuale
A squadre
- Oro nel fioretto a Zalaegerszeg 2005
- Oro nel fioretto a Plovdiv 2009
- Oro nel fioretto a Lipsia 2010
- Oro nel fioretto a Sheffield 2011
- Oro nel fioretto a Legnano 2012
- Argento nel fioretto a Bourges 2003
- Argento nel fioretto a Gand 2007

Universiadi
Individuale
A squadre
- Argento nel fioretto a Pechino 2001

Campionati italiani
Individuale
- Oro nel fioretto a Napoli 2007
- Argento nel fioretto a Torino 2006
- Argento nel fioretto a Bologna 2012
- Bronzo nel fioretto a Udine 2005
- Bronzo nel fioretto a Livorno 2011
- Bronzo nel fioretto a Torino 2015

A squadre
- Oro nel fioretto a Padova 2004
- Argento nel fioretto a Roma 2003
- Argento nel fioretto a Napoli 2007
- Argento nel fioretto a Tivoli 2009
- Bronzo nel fioretto a Jesi 2008
- Bronzo nel fioretto a Siracusa 2010
- Bronzo nel fioretto a Bologna 2012

### Risultati giovani
Mondiali giovani
Individuale
- Oro nel fioretto a Valencia 1998

A squadre
- Argento nel fioretto a Valencia 1998
- Bronzo nel fioretto a Keszthely 1999

Europei giovani
Individuale
A squadre
- Bronzo nel fioretto a Bratislava 1998